# Haselbacher See
Der Haselbacher See ist ein Tagebaurestloch zwischen Regis-Breitingen und Haselbach im Osten und Lucka sowie den Ortsteilen Ramsdorf, Hagenest und Wildenhain von Regis-Breitingen im Westen, und Meuselwitz, Ortsteil Wintersdorf im Süden. Er gehört als Bergbaufolgelandschaft zum Leipziger Neuseenland und liegt zu drei Vierteln in Sachsen und zu einem Viertel in Thüringen.

## Geschichte
Der Haselbacher See entstand aus dem Braunkohlentagebau Haselbach. Nach dem Ende der Förderung 1977 begann der Wiederanstieg des Grundwassers. Seit dem 1. September 1993 wurde zusätzlich Sümpfungswasser aus dem MIBRAG-Tagebau Vereinigtes Schleenhain eingeleitet, die Flutung dauerte bis 2003. Bis etwa 2055 wird weiterhin Wasser in den See eingeleitet, um den Wasserspiegel zu halten, danach ist dies durch den Grundwasseranstieg nicht mehr notwendig.

## Nutzung
Der Haselbacher See wird zur Freizeiterholung genutzt und soll weiter für den Tourismus erschlossen werden. Auf beiden Seiten der anliegenden Länder gibt es einen Badestrand, außerdem seit 2006 einen Bootssteg. Ein markierter Rad- und Wanderweg führt am See entlang, ebenso die Meuselwitzer Kohlebahn. Der sächsische Teil ist Eigentum des Leipziger Anglerverbandes.